# 9630 Кастелліон
9630 Кастелліон (9630 Castellion) — астероїд головного поясу, відкритий 15 серпня 1993 року.
Тіссеранів параметр щодо Юпітера — 3,318.